# Choky Ice
Choky Ice  (Nombre real  Csáky Attila) (23 de abril de 1972)  es un actor pornográfico húngaro, además trabajó como modelo antes de introducirse en la industria de película para adultos en 1998. Desde entonces,  ha aparecido en proyectos como Porn Wars Episodio 2 y 3 y ha rodado más de 1200 escenas durante su carrera.
En noviembre de 2009 recibió el premio Hot d'Or al mejor actor porno europeo. 

## Premios y nombramientos
| Year | Award            | Category                 | Film                          | Outcome  |
| ---- | ---------------- | ------------------------ | ----------------------------- | -------- |
| 2002 | Premios AVN      | Mejor Escena de Sexo     | Christoph's Beautiful Girls 2 | Nominado |
| 2003 | Venus Award      | Mejor Actor (Europa)     | Nominado                      |          |
| 2004 | Venus Award      | Mejor Actor (Europa)     | Nominado                      |          |
| 2004 | Premios AVN      | Mejor Escena Extranjera  | The Girls of Desire           | Nominado |
| 2007 | Premios AVN      | Mejor Escena Extranjera  | Big Natural Tits 15           | Nominado |
| 2009 | Premios AVN      | Mejor Escena Extranjera  | Gang Bang Junkies             | Nominado |
| 2009 | Premios Hot d'Or | Mejor Actor (Europa)     | Sex and High Speed            | Ganador  |
| 2010 | Premios AVN      | Mejor Escena Extranjera  | Anita Pearl Is Fresh on Cock  | Nominado |
| 2010 | Premios AVN      | Mejor Escena Extranjera  | Eurozotic                     | Nominado |
| 2010 | Premios AVN      | Actor Extranjero del Año | Nominado                      |          |
| 2011 | Premios AVN      | Actor Extranjero del Año | Nominado                      |          |
| 2012 | Premios AVN      | Mejor Escena Extranjera  | Elegance                      | Nominado |
| 2012 | Premios AVN      | Actor Extranjero del Año | Nominado                      |          |
| 2013 | Premios AVN      | Actor Extranjero del Año | Nominado                      |          |